# 岡山啓三
岡山 啓三（おかやま けいぞう、1940年4月10日 - ）は、日本の元バスケットボール選手である。東京都出身。日本鉱業に所属していた。
全日本の一員として1963年世界選手権に出場し、4試合出場29得点を記録した。